# Come of Age
Come Of Age è il secondo album della band inglese Vaccines registrato in 4 settimane, tra marzo e maggio.

## Tracce
1. No Hope
2. I Always Knew
3. Teenage Icon
4. All in Vain
5. Ghost Town
6. Aftershave Ocean
7. Weirdo
8. Bad Mood
9. Change of Heart Pt.2
10. I Wish I Was a Girl
11. Lonely World

Tracce bonus nell'edizione deluxe
1. Runaway
2. Possessive
3. Misbehaviour

CD bonus nell'edizione deluxe ― Live at Brighton
1. No Hope
2. Wreckin' Bar (Ra Ra Ra)
3. Tiger Blood
4. A Lack of Understanding
5. Wetsuit
6. Teenage Icon
7. Under Your Thumb
8. Post Break Up Sex
9. All In White
10. Wolf Pack
11. Weirdo
12. Blow it Up
13. Bad Mood
14. If You Wanna
15. Family Friend
16. Why Should I Love You
17. Norgaard